# Орловское (Луганская область)
Орло́вское (укр. Орлівське) — посёлок, относится к Антрацитовскому району Луганской области Украины. Под контролем самопровозглашённой Луганской Народной Республики.

## География
Соседние населённые пункты: посёлки Ивановка и Софиевский на западе, город Петровское на северо-западе, посёлок Малониколаевка на севере, сёла Круглик на северо-востоке, Червоная Поляна и Зеленодольское на востоке, посёлки Щётово, Каменное и город Антрацит на юго-востоке, посёлки Лесное, Христофоровка, Краснолучский на юге, Хрустальный, село Зелёный Гай, посёлок Курган и город Красный Луч на юго-западе.

## Население
Население по переписи 2001 года составляло 278 человек.

## Общие сведения
Почтовый индекс — 94644. Телефонный код — 6431. Занимает площадь 1,984 км². Код КОАТУУ — 4420383305.

## Местный совет
94670, Луганская обл., Антрацитовский р-н, пос. Краснолучский, ул. Советская, 17